# Gordon Wenham
Gordon Wenham, född 1943, 
död 13 maj 2025, var en gammaltestamentlig forskare och författare av åtskilliga böcker om Bibeln.
Han läste teologi vid Cambridge University, graduerad 1965 med utmärkelse, och kompletterade sin Ph.D. om Deuteronomium 1970. Han har belönats med flera forskarstipendier och har studerat i Tyskland, Amerika och Jerusalem. 
Professor Wenham har skrivit ett stort antal artiklar och åtskilliga böcker, bland annat kommentarer över Genesis, Leviticus och Numeris och en studie över gammaltestamentlig berättelseetik, Story as Torah (T & T Clark, 2000), och Exploring the Old Testament: the Pentateuch (SPCK: 2003).
Gordon Wenham var fram till 2005 senior professor vid University of Gloucestershire, en post han innehade i 10 år. Han föreläste senare vid Trinity College, Bristol.